# Catasetum lucasianum
Catasetum lucasianum là một loài thực vật có hoa trong họ Lan. Loài này được L.C.Menezes & V.P.Castro mô tả khoa học đầu tiên năm 2008.